# بوکیت باتوک
بوکیت باتوک (به انگلیسی: Bukit Batok) یک ناحیهٔ شهری در کشور سنگاپور است که در سرشماری سال ۲۰۱۰ میلادی، ۱۴۴٬۱۹۸ نفر جمعیت داشته‌است.